# Padideh Bolourizadeh
Padideh Bolourizadeh (persisch پدیده بلوری‌زاده) (* 30. Dezember 1974 in Teheran) ist eine ehemalige iranische Sportlerin, die in der Leichtathletik sowie im Volleyball aktiv war.

## Sportliche Laufbahn
Erste internationale Erfahrungen sammelte Padideh Bolourizadeh vermutlich im Jahr 2004, als sie bei den erstmals ausgetragenen Hallenasienmeisterschaften in Teheran in 9,19 s die Bronzemedaille im 60-Meter-Hürdenlauf hinter der Chinesin Jia Xu und Tomoko Motegi aus Japan gewann und sich im Fünfkampf mit 3528 Punkten die Silbermedaille hinter der Japanerin Yuki Nakata sicherte. Im Jahr darauf gewann sie bei den Westasienspielen in Doha mit 5,70 m die Bronzemedaille im Weitsprung hinter der Jordanierin Rima Taha und Fadwa al-Bouza aus Syrien und siegte in 50,97 s mit der iranischen 4-mal-100-Meter-Staffel.
Neben der Leichtathletik war Bolourizadeh auch als Volleyballspielerin in der Nationalmannschaft aktiv und ist heute als Trainerin tätig.

## Persönliche Bestleistungen
- Weitsprung: 5,70 m, 
  - 60 m Hürden (Halle): 9,19 s, 7. Februar 2004 in Teheran
  - Fünfkampf (Halle): 3528 Punkte, 8. Februar 2004 in Teheran